# Tyniowice
Tyniowice – wieś w Polsce, w województwie podkarpackim, w powiecie jarosławskim, w gminie Roźwienica. Położona na Podgórzu Rzeszowskim, nad rzeczką Mleczką, 16 km na południowy zachód od Jarosławia.
W latach 1975–1998 miejscowość położona była w województwie przemyskim.

## Części wsi
| SIMC    | Nazwa      | Rodzaj    |
| ------- | ---------- | --------- |
| 0610655 | Parcelacja | część wsi |
| 0610661 | Stawiska   | część wsi |

W centrum wsi, na niewielkim wzniesieniu stoi drewniana cerkiew greckokatolicka pw. św. Dymitra z 1700 r. (lub 1709 r.). Cerkiew zaliczana jest do obiektów Szlaku architektury drewnianej.